# باشگاه فوتبال پو
باشگاه فوتبال پو (انگلیسی: Pau FC) یک باشگاه فوتبال مستقر در پو (فرانسه) است که در حال حاضر در لیگ ۲، دومین سطح لیگ فوتبال در این کشور به فعالیت می‌پردازد.

## تاریخ‌های کلیدی
- ۱۹۲۰: تأسیس بلوتز نوتر-دام د پو.[۱]
- ۱۹۲۳: اولین فصل فوتبال بلوتز نوتر-دام د پو.[۲]
- ۱۹۵۱: قهرمانی جوانان فرانسه.[۳]
- ۱۹۵۶: به سطح بالای لیگ منطقه ای فوتبال جنوب غربی فرانسه رسیدند.[۴]
- ۱۹۵۸: قهرمان لیگ منطقه ای فوتبال جنوب غربی فرانسه. صعود به سطح سوم فوتبال فرانسه.[۵]
- ۱۹۵۹: باشگاه فوتبال پو از بلوتز نوتر-دام د پو جدا شد.[۶]
- ۱۹۹۵: باشگاه به مدیریت رفت، اصلاح شد، نام خود را به باشگاه فوتبال پو تغییر داد و به سطح چهارم فوتبال فرانسه سقوط کرد.[۷]
- ۱۹۹۸: قهرمان گروه سی آماتور چمپیونات د فرانس و صعود به چمپیونات نشنال. این باشگاه همچنین به مرحله یک شانزدهم نهایی کوپا دو فرانس (جام حذفی فوتبال فرانسه) رسید و در آنجا با نتیجه ۲–۰ مغلوب پاری سن ژرمن شد.[۸]
- ۲۰۰۸: سقوط به چمپیونات د فرانس آماتور.[۹]
- ۲۰۱۶: ارتقاء به چمپیونات د نشنال.[۱۰]
- ۲۰۲۰: صعود به لیگ ۲.[۱۱]